# Barrage de Pine Flat
Le barrage de Pine Flat est un barrage-poids en béton sur la rivière Kings, dans la vallée centrale du Comté de Fresno en Californie, États-Unis. Situé à environ 45 kilomètres à l'est de Fresno, le barrage est de à une altitude de 130 mètres et contient les eaux du lac de Pine Flat, l'un des plus grands réservoirs de Californie, dans les contreforts de la Sierra Nevada juste à l'extérieur de la limite du parc national de Kings Canyon. L'objectif principal du barrage est le contrôle des inondations, l'irrigation, la production d'énergie hydroélectrique et les loisirs ayant une importance secondaire.
Le barrage a été construit par le US Army Corps of Engineers (USACE) après une controverse de six ans entre les partisans du développement de l'irrigation et les partisans du contrôle des inondations. La construction a commencé en 1947 et s'est terminée en 1954. Depuis lors, le barrage a évité des millions de dollars de dommages dus aux inondations et favorisé le développement extensif de l'agriculture dans la plaine inondable fertile de la rivière Kings; après 1984, il a également produit de l'hydroélectricité. Cependant, l'irrigation accrue permise par le barrage a également conduit à la destruction de certains des habitats humides les plus étendus d'Amérique du Nord.